# اندی کمبل
اندی کمبل (انگلیسی: Andy Campbell؛ زادهٔ ۱۸ آوریل ۱۹۷۹) بازیکن فوتبال اهل بریتانیا است.
از باشگاه‌هایی که در آن بازی کرده‌است می‌توان به باشگاه فوتبال برافورد پارک آونیو، باشگاه فوتبال دونکستر راورز، باشگاه فوتبال بولتون واندررز، باشگاه فوتبال شفیلد یونایتد، باشگاه فوتبال آکسفورد یونایتد، باشگاه فوتبال ویتبای تاون، باشگاه فوتبال میدلزبرو، و باشگاه فوتبال کاردیف سیتی اشاره کرد.
وی همچنین در تیم ملی فوتبال زیر ۲۱ سال انگلستان بازی کرده‌است.